# كانتون أوري
كانتون أوري، هو واحد من 26 كانتون سويسرا، يقع في وسط سويسرا، عاصمتها ألتدورف.

## أعلام
- وليام تيل